# E. C. Kerrigan

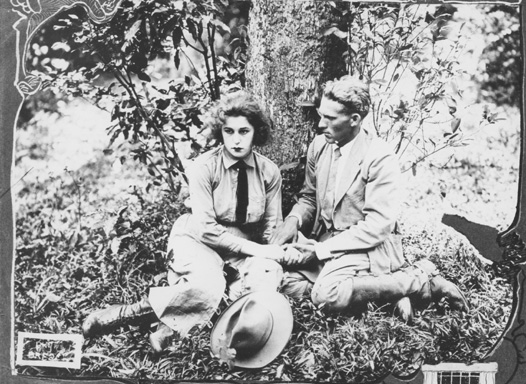
Cena de Sofrer para gozar (1923) - Acervo da Cinemateca Brasileira

E. C. Kerrigan foi o pseudônimo adotado pelo italiano Eugenio Centenaro (Gênova, 1876 - Porto Alegre, 25 de dezembro de 1956), quando produziu e dirigiu filmes no Brasil afirmando ser um cineasta americano.

## Biografia
Centennaro morava em São Paulo, onde dizia ser o Conde Eugenio Maria Piglione Rossiglione de Farnet, apesar de ter origem humilde. Mudou-se para Campinas ao saber do sucesso comercial dos filmes que estavam sendo produzidos na cidade, no que ficou conhecido como o Ciclo de Campinas. Ali apresentou-se como E. C. Kerrigan, dizendo ter nascido em Los Angeles e trabalhado para grandes estúdios de cinema de Hollywood.
Convenceu o cinegrafista Tomás de Túlio a associar-se a ele para fundar a Escola Cinematográfica Campineira e a companhia de cinema APA Film. Produziu e dirigiu em 1923 o seu primeiro longa-metragem, Sofrer para gozar. No entanto, foi desmascarado em seguida, ao ser confrontado com um turista americano e não saber falar inglês.
Voltou para São Paulo, onde repetiu a burla, associando-se ao industrial Almada Fagundes para abrir a Visual Film. Fagundes escreveu e produziu o média-metragem Quando elas querem (1925), dirigido por Kerrigan.
O fracasso financeiro da Visual Film levou o cineasta para Guaranésia, onde trabalhou com os irmãos Carlos e Americo Masotti, respectivamente diretor e fotógrafo de documentários. Os três realizaram Corações em suplício, em 1925. Kerrigan, além da direção, foi autor do roteiro e interpretou o papel do vilão, adotando mais um pseudônimo — desta vez, William Gauthier.
O filme, mais uma vez, fracassou na bilheteria. No ano seguinte, em Porto Alegre, Kerrigan tentou filmar o que seria seu quarto filme, Jóia do bem. Contudo, não conseguiu terminar a produção. Em 1927, dirigiu Amor que redime, refilmagem de O Homem Miraculoso, de George Loan Tucker.
Depois de Revelação, seu último trabalho em Porto Alegre, mudou-se para Curitiba, onde fundou a Academia Cinematographica Paranaense. Ali, porém, já chegara a sua fama de falsário. Além disso, o advento do cinema sonoro tornara mais caras as produções, dificultando aventuras como as suas.
Nos últimos anos de vida, já afastado do cinema, foi acusado de envolvimento com tráfico de mulheres e de se passar por um guru indiano, lendo o futuro numa bola de cristal. Morreu de enfarte em Porto Alegre, em 1956.

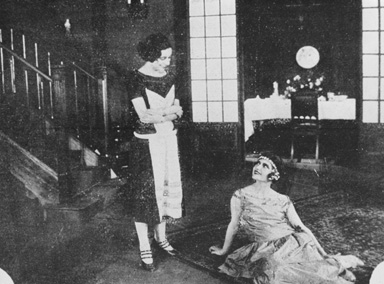
Cena de Quando elas querem (1925) - Acervo da Cinemateca Brasileira

## Filmografia
- 1923 - Sofrer para gozar
- 1925 - Quando Elas Querem
- 1925 - Corações em suplício
- 1927 - Amor que redime
- 1929 - Revelação